# Università di Auburn
La Auburn University (conosciuta anche come AU o semplicemente Auburn) è un'università pubblica con sede ad Auburn, Alabama, Stati Uniti. Con oltre 25.000 studenti e 1.200 membri della facoltà, è una delle più grandi dello stato.  

## Storia
Auburn fu fondata il 7 febbraio 1856 durante la presidenza di Franklin Pierce, con il nome di "East Alabama Male College", una scuola privata di arti liberali affiliata con la Chiesa Episcopale Metodista. Nel 1872 il college divenne la prima università pubblica a beneficiare del Morrill Act e fu rinominata "Agricultural and Mechanical College of Alabama". Nel 1892 il college divenne il primo dello stato a proporre un programma di studi quadriennale. Inizialmente le discipline dell'istituto si concentravano sulle arti e sull'agricoltura. Questa tendenza cambiò sotto la guida di William Leroy Broun, che insegnava lettere classiche e scienze e credeva che entrambe le discipline fossero importanti per la crescita complessiva e individuale all'interno dell'istituto. Il college cambiò nuovamente nome in Alabama Polytechnic Institute (API) nel 1899, soprattutto a causa dell'influenza di Broun. L'università continuò ad espandersi e nel 1960 cambiò ufficialmente il suo nome in Auburn University per sottolineare la vastità dei programmi accademici. Auburn è tra i pochi istituti universitari americani ad avere centri di ricerca dedicati sia alla terra che al mare che allo spazio.

## Attività sportiva
Le squadre sportive della Auburn University sono conosciute come Tigers e competono nella Division I-A della NCAA e nella Western Division della Southeastern Conference (SEC). Auburn ha vinto 19 campionati intercollegiali  (inclusi 17 campionati NCAA), tre dei quali nel football americano (1913, 1957, 2010), 8 nel nuoto e nei tuffi maschili (1997, 1999, 2003, 2004, 2005, 2006, 2007, 2009), 5 nel nuoto e nei tuffi femminili (2002, 2003, 2004, 2006, 2007), 2 nell'equitazione (2008, 2011) e uno nell'atletica femminile (2006). Auburn ha vinto inoltre un totale di 70 titoli della Southeastern Conference, 51 maschili e 19 femminili. I colori di Auburn sono arancione e blu, scelti da George Petrie, il primo allenatore della squadra di football dell'istituto, ispirati ai colori della sua alma mater, l'Università della Virginia.